# Omiodes nipponalis
Omiodes nipponalis is een vlinder uit de familie van de grasmotten (Crambidae), uit de onderfamilie van de Spilomelinae. De wetenschappelijke naam van deze soort is voor het eerst voorgesteld door Hiroshi Yamanaka in een publicatie uit 2005.
De soort komt voor in Japan.